# シュトルムティーガー
シュトルムティーガー（独: Sturmtiger）は、第二次世界大戦にドイツが開発した自走砲である。戦闘で損傷を受けたティーガーI戦車の車台を改修しドイツ海軍用に開発された38cmロケット臼砲を搭載したもので、18輌が生産された。正式名称は38cm突撃（戦車）臼砲ティーガー。

## 概要
1942年のスターリングラードにおける戦いによる戦訓から、ドイツ軍では歩兵に対する強力な支援射撃、すなわち強固に防御された建造物や要塞化された地域を一撃で破砕する兵器のアイデアが導き出された。このとき、ドイツ国防軍はIII号戦車をベースとした 33B突撃歩兵砲しか使用できなかった。これは前期生産型12輌がスターリングラードに投入されたが、全て失った。さらに改良されたIV号突撃戦車ブルムベアが1943年4月から製造されたが、ドイツ国防軍はさらに似たような、しかしそれより重装甲で重武装な支援車輌を要求していた。
この要求を満たすため、ティーガー戦車をベースとした新しい21cm自走榴弾砲が計画された。しかし、この砲はその時点で利用できないことが判明したため、海軍の爆雷投射器を改造した38cmロケット臼砲を利用することとなった。この砲は元来、1940年代初頭から沿岸防衛用としてドイツ海軍とラインメタル社により開発が進められ、562機材として1943年初めに完成の域に達した。この後海軍はこの砲の自走化をはかったが、このとき、ドイツ陸軍はこの兵器の管轄が陸軍にあることを強く主張し、562機材の管轄権を奪った。
陸軍兵器局はヒトラーに対し、1943年3月5日付けの書類で、市街戦用に562機材を搭載した重突撃戦車の構想を提案した。ヒトラーはこの提案に強い興味を示し、5月27日の兵器局上層部との会議において生産を決定した。1943年9月、クルップ社はシュツルムティガー用の新しい装甲車体を製造する計画を立て、車体にはティーガーIを使用し、開発はアルケット社が担当することとされた。基本案はヒトラーに提示され、彼は月に10輌の生産を指示したが、機甲総監ハインツ・グデーリアンは十分な試験を経ない兵器の有効性と製造ラインの混乱を懸念してこれに反対し、試作車輌をまず1輌生産することを提案した。ヒトラーはこれに同意した。
ティーガーIの車体はヘンシェル社へ送られてシャーシの組み立てが行われ、その後、アルケット社で上部構造の取り付けが行われる予定であった。
初期型ティーガーから改造された最初の試作車輌は、1943年10月20日、アライス練兵場においてヒトラーに提示され、ヒトラー直々の審査を受けた。最初の車体は1943年12月に引き渡され、最初の3輌のシュトゥルムティガーは1944年2月20日までにアルケット社によって完成されることになる。
またこの時点で既に試作車輌と量産車輌の基本形状は同一であった。
1944年4月12日、ヒトラーは12輌以上の突撃臼砲用の上部車体と砲身を用意し、前線から修理のために引き上げられたティーガーIの車体に搭載するよう命じた。9月15日に第1号車が完成し、9月21日までに7輌、9月23日までにはアルケット社から10輌の完成が報告された。第1号車はその後、東部戦線へ送られ、実験任務に投入された。最終的に1944年8〜12月に18輌が完成と製造ペースは遅かったが、これは新規生産ではなく、損傷したティーガーIが修理のため後送されるごとに1輌ずつ改造したためである。

## 設計

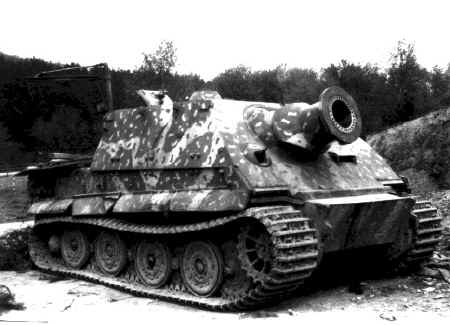
1945年4月14日、アメリカ軍の撮影したシュトルムティーガー。戦闘室後部に手動式のクレーンを装着している。

シュトルムティーガーは、ティーガーI の車体をベースとし、その上部に新たにロケット臼砲を収めるためのケースメイト式戦闘室を構築した。
戦闘室の製造はブランデンブルク・キルヒメルザー製鉄所が担当した。後送されたティーガーI の砲塔は撤去され、車体とサスペンションが流用された。オーバーホール等の修理により後送された車輌の改修に際して、マイバッハHL210P45エンジンを新型のHL230P45へ換装し、また変速機、最終減速機、トーションバーを新品のものに交換したと推測される。また実戦配備されたものは、ベースがティーガーI の初期・中期型でも後期型のスチールホイールに換装されている。車体のオーバーホールはヘンシェル社が担当した。主砲の製造はラインメタル社が担当し、これらの部品はアルケット社に送られて組み立てられた。
ティーガーI の車体上部装甲板は撤去されたが、機関室上部隔壁部ではなく、戦闘室をなるべく小型化して軽量化するために砲塔基部に近い部分で切断された。そのため機関室上面にはターレットリング基部が一部残っている。砲塔バスケットを撤去した床面は滑り止めの付いた鉄板で塞がれた。100mm厚の前部装甲板は撤去され、80mm厚の側面装甲が斜めにカットされた。これに被せる形で構築された150mm厚の戦闘室前面は45度傾斜しており、良好な避弾経始を有した。また戦闘室側面は89mm厚で20度傾斜し、後面は89mm厚で10度傾斜している。天井は40mmの厚みがあった。戦闘室は周囲4箇所のフックによって吊下げることが可能であり、車体と戦闘室は、車体内部の左右3箇所のプレートと、後方2箇所のプレートを介してボルトで結合された。
戦闘室正面にロケット臼砲が装備された。後方から見て車体前部左側に操縦手が位置し、車体後方から見て砲の左側に砲手が位置する。戦闘室右前部に無線手が位置する。操縦手用にはペリスコープが2基装備された。このペリスコープ上部に、砲手用として前面装甲板に台形の開口部が設けられ、主砲用のPaKZF3照準器が備えられた。この開口部は内部のスライド式のビジョン・ブロックで閉鎖できた。後方から見て戦闘室の右前部にはベンチレーターが備えられている。主砲後方の天井に大型の細長い取り外し可能なハッチが設けられ、このハッチ後方にはヒンジ付きのハッチが付けられた。これは車長用である。車長はこのハッチ左側にペリスコープを持つ。

### 武装

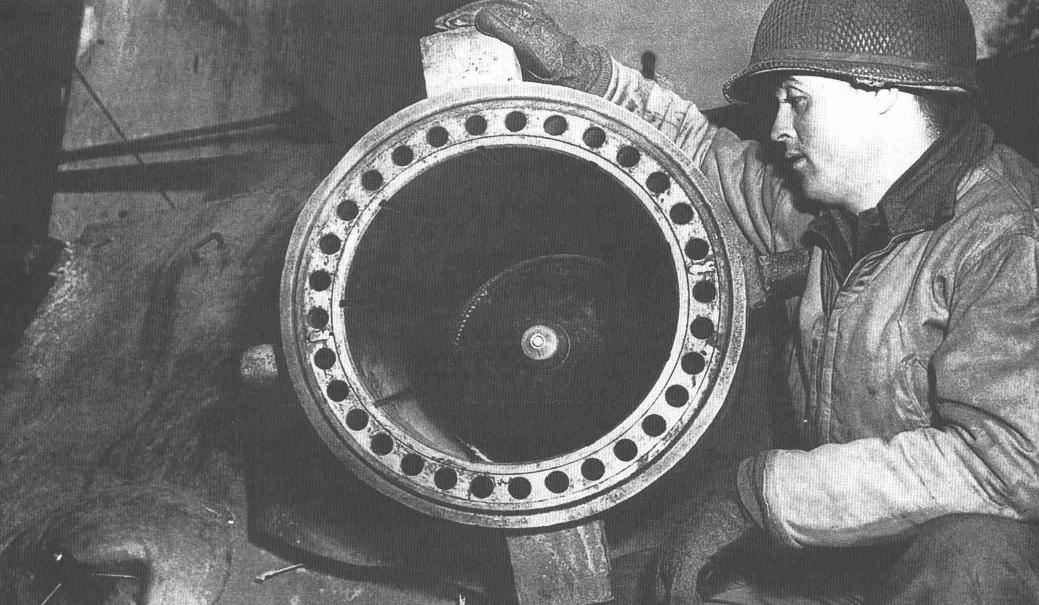
ロケット弾を装填した砲身の砲口部。外筒と内筒の構造、発射煙排出孔が判る。砲身の四角の突起はカウンターウェイト取り付け基部

主武装は380mm61式ロケット臼砲（38cm Raketenwerfer 61 L/5.4）で、砲尾装填式である。制式呼称はRW61。強固に防御された建築物に対処するため、125kgの高性能炸薬を弾頭に充填した長さ約1.5メートルのロケット弾を発射し、最高で2.5メートル厚の鉄筋コンクリートを貫通することができた。最大射程は5,650メートル。ロケット弾の全備重量は1発345-351kg。最初に点火する推進薬による初速は45m/sで、40kgのロケット推進薬により250m/sまでブーストされた。砲弾威力は絶大で、第1001中隊の1輌は西方防壁の占領されたトーチカを一発で破壊し、村に集結していたアメリカ軍上陸部隊の戦車隊への一発は、その爆発の衝撃波で周辺の戦車を戦闘不能に陥いらせたとの手記がある。

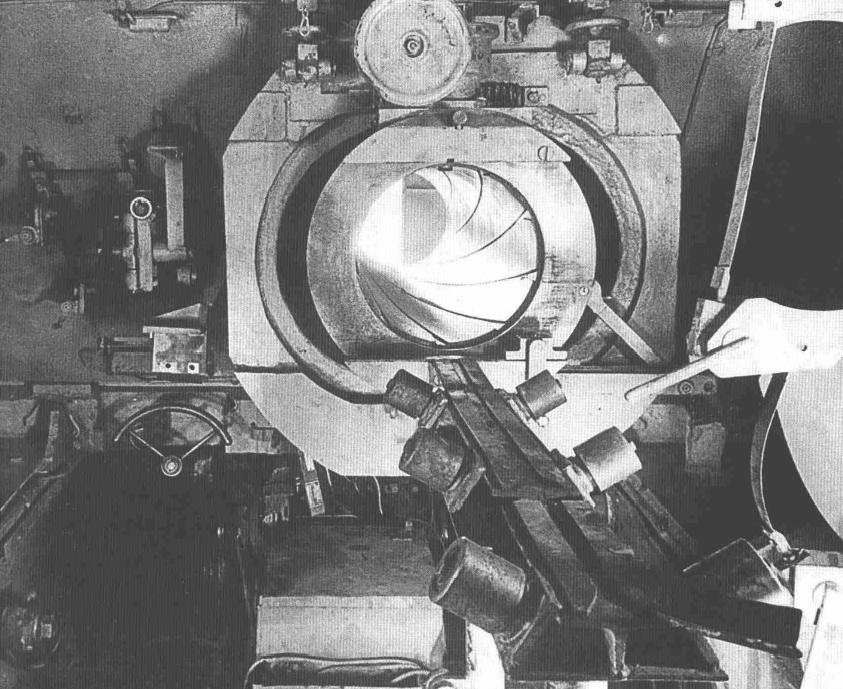
戦闘室内部、主砲砲尾と砲弾装填トレイ

ロケット臼砲の設計には若干の問題があった。熱いロケット弾の発射煙を戦闘室内に排出することはできないが、ガスを排出しなければ臼砲は圧力に耐えることができない。そこで砲身を内筒と外筒の二重構成とし、環状の換気シャフトを12.7cmの厚みを持つ内筒に取り付けた。この排気管は砲口周囲の小穴に通じており、ロケット弾の噴煙が車外に出るようになっていた。小穴の数は29個、40個、31個と車輌により異なる。内筒には施条が9本切られている。ただし車輌によっては36本と仕様に相違がある。砲尾付近では施条の幅が広げられ、砲弾側に設けられた細長い突起と噛み合いやすくされている。砲弾は射出時に回転し、弾道が安定する。砲弾は17.6口径進むたびに1回転した。ガス圧力が外部へ逃げるため、砲尾構造が軽量となった。砲尾は右側へと開く簡易なスライド式の閉鎖板で閉じられる。安全のため、不完全な閉鎖状態では、機械的に連動している発射レバーが作動不能となった。砲弾を装填すると、重量によりバランスが崩れるため、予防策として砲口にカウンターウェイトが取り付けられた。砲架は球形装甲部分に内蔵されるカルダン式であり、射角は左右に10度、上下には0度からプラス65度であった。防楯と砲身スリーブは一体化され、砲身外筒となっている。

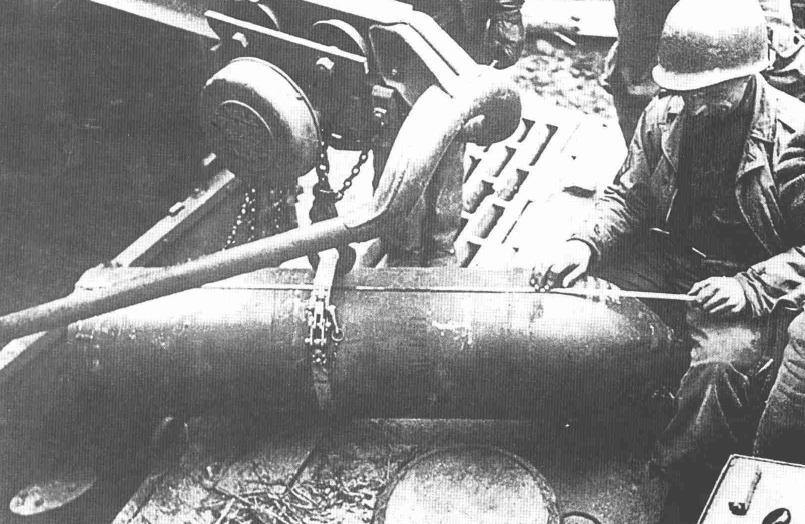
連合軍の調査を受ける砲弾

戦闘室内部の両側面、履帯の上部に当たる箇所には砲弾用ホルダーが12箇所設けられた。ホルダーは3段に重ねられ、2発を収容する。砲弾は各種約350kgの重量があり、人力で運搬するのはほぼ不可能だった。そこで床上に、左右にスライド可能なローラーベアリング付きの砲弾装填トレーが設けられた。トレーは脚の上に砲弾受けを設け、この受けからはローラーベアリングが対称に2個、箇所は3箇所、形状としてはY字状に突出し、砲弾を支える構造になっている。このトレーを砲弾用ホルダーへ近づけて砲弾を移載し、次にトレーをスライドさせ、砲尾へ正対させて装填した。装填の最終段階では大型の装填具で350kgの砲弾を押し込む。また砲弾の装填は砲身が水平状態で行われた。補助として、天井を滑らせられる小型チェーンブロックが備えられていた。砲弾の重心位置は2cm幅の白帯で表示されており、ここに金属のベルトを巻いた上でチェーンブロックにより吊り上げられた。
大きくかさばるロケット弾は、14発しか搭載できなかった。うち一発は装填済みで、もう一発は装填用トレイに置いた状態、残りは後部の弾薬ホルダーに搭載した。ロケット弾を車体に搭載するために、戦闘室天井に積載ハッチを設け、戦闘室の後方上部に組み立て式のクレーンが取り付けられた。それでもロケット弾の装填には、5名の乗員全員が手伝わなければならなかった。
砲弾の積み込みに際しては、戦闘室外部の後方に設けられたクレーンを用いた。輸送中の砲弾は、すのこに似た細長い木の板を連ねた保護材でくるまれ、金属のベルトで縛られた。保護状態の砲弾を解き、クレーンで吊り上げ、戦闘室天井に設けられた専用のハッチから運び入れる。次に車内のトレーへ砲弾を降ろし、弾薬ホルダーへと移して固定した。

### 使用砲弾

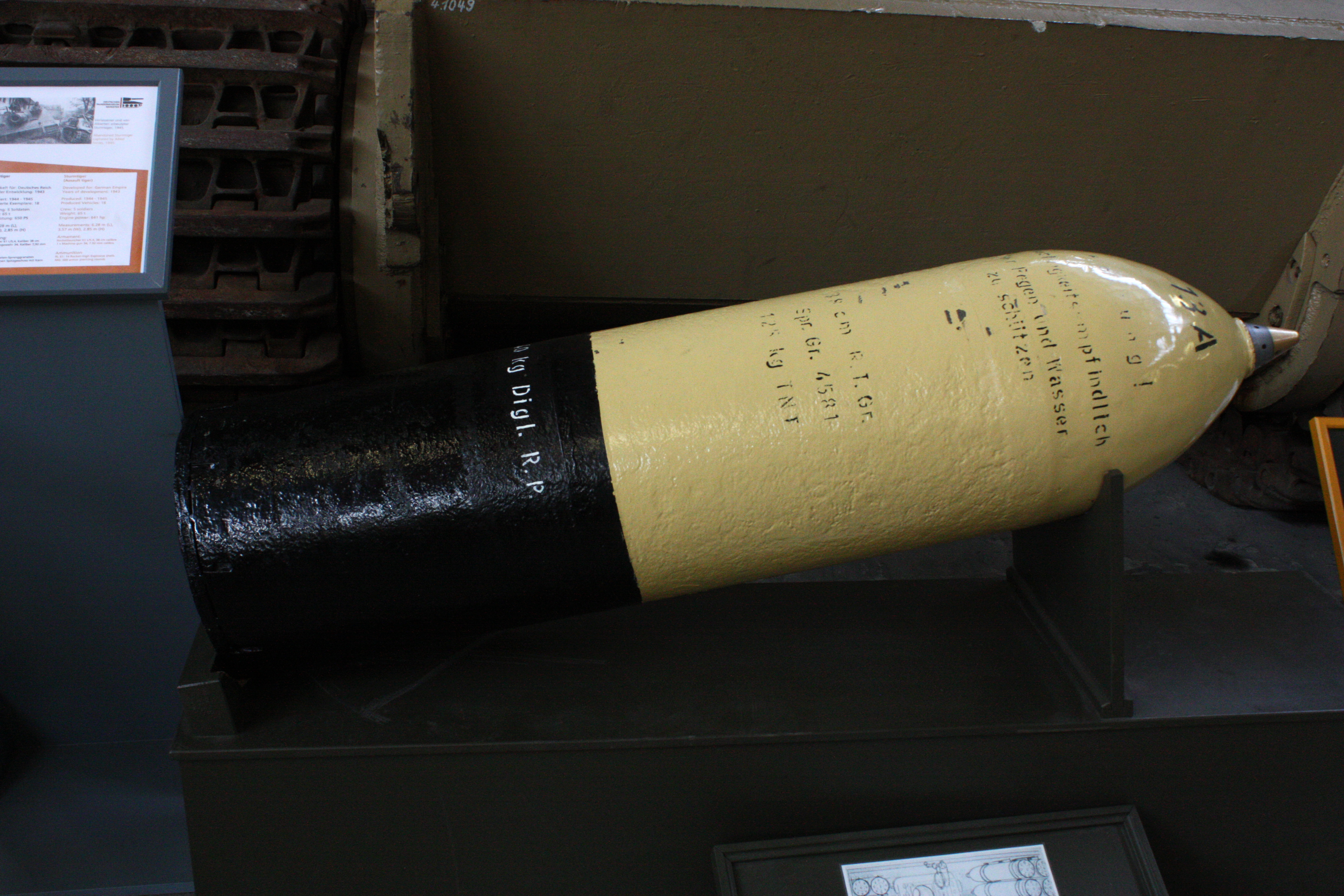
38cmロケット砲弾。ムンスターのドイツ戦車博物館収蔵品。

使用砲弾諸元「38cm Raketen Sprenggranate 4581（38cm ロケット砲弾 4581）」
- 本体全長 : 1440 mm（信管結合時1489 mm）[20]
- 信管全長 : 218 mm[20]
- 胴部直径 : 380 mm[20]
- 重量 : 345.5 kg：±5 kg
- 弾頭炸薬重量 : 126.6 kg
- 推進薬重量 : 40.2 kg
- 最大射程 : 4200 m / -40 ℃ 5150 m / 0 ℃ 5560 m / 15℃ 5900 m / 50 ℃[21]

砲弾は炸薬部、推進薬部、底部板から構成され、この3部分を結合して組み立てられた。弾底には32個の噴射孔が設けられている。4581ロケット榴弾は暗緑色で塗装され、砲弾前部に、衝撃に注意すること、雨・水に濡らさないようにすることの注意書きが印刷された。
この砲弾の他に「38cm Hohlladungsgranate 4592（38cm 成形炸薬榴弾 4592）」があったが、用途はコンクリートで強固に守られた陣地の破壊のみに限定されていた。ほか、煙幕弾が存在するが実戦投入されたかは不明である。

### 副武装
前部のボールマウント式銃架に、対歩兵用として7.92mm MG34機関銃が装備された。戦闘室上面後部のハッチには「90mm NbK39 Nahverteidigungswaffe」（近接防御武器）が取り付けられた。これは敵歩兵に対する防御用の武装で、対人地雷のSマインを360度全方位に発射できた。

### 装甲

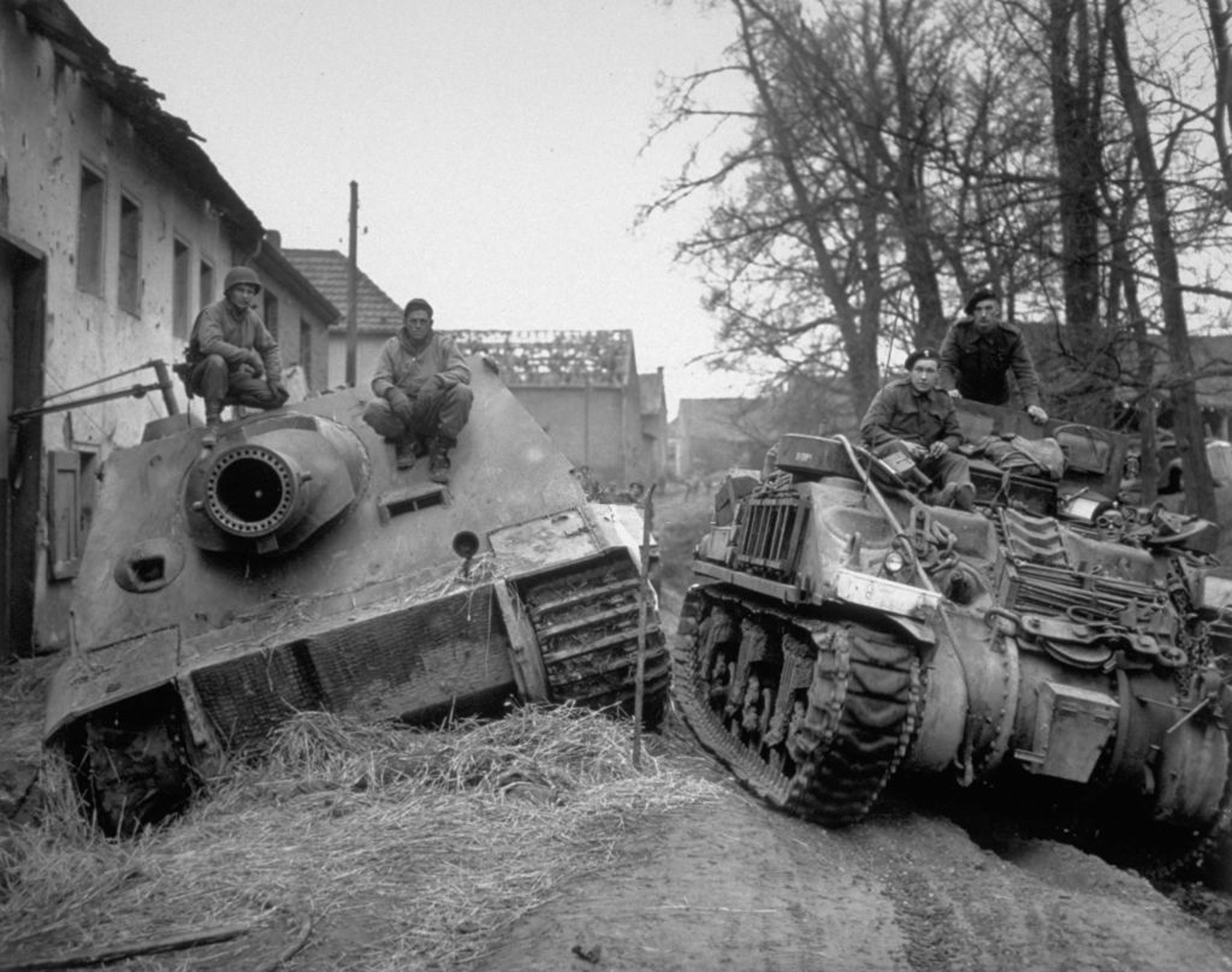
放棄されたシュトルムティーガー。

この車輌は市街戦での近接戦闘が想定され、生残性向上のための重装甲が求められた。前面の装甲は150mmある上に傾斜しており、側面の装甲も80mmある。この重装甲は重量に影響し、通常のティーガーI が57トンであるところ、本車は車体総重量65トン、燃料と弾薬その他装備品を満載した戦闘重量は約70トンと大幅に増加した。しかし実際は直接照準による砲撃を行うような運用は行われず、重装甲は機動力を減じただけであまり意味が無かった。
ティーガーI の車体前面装甲は100mm、車体側面上部は80mm、車体側面下部は60mm、後面は80mmである。初期生産車輌3輌には、車体前面にさらに50mmの増加装甲がボルト留めされた。戦闘室は前面150mm、側面・後面89mm、上面が40mである。資料によっては側面装甲を80mmとしている。
ドイツ軍の主力戦車であったIV号戦車は、G型で車体前面装甲は80mm、砲塔前面装甲は50mmであり、側面装甲は30mm程度であった。また生産数的にIV号戦車に及ばないものの、戦争後半に量産され主力となったパンター戦車は前面装甲が110mmから80mm、側面装甲が50mm程度であった。これらの戦車と比較してもシュトルムティーガーは重装甲だった。重防御は機動性能と燃費の悪化、機関と足回りなどの部品の速すぎる損耗を招き、これらを補修するマンパワーと貴重な時間を費やさせる欠点となった。

## 戦歴

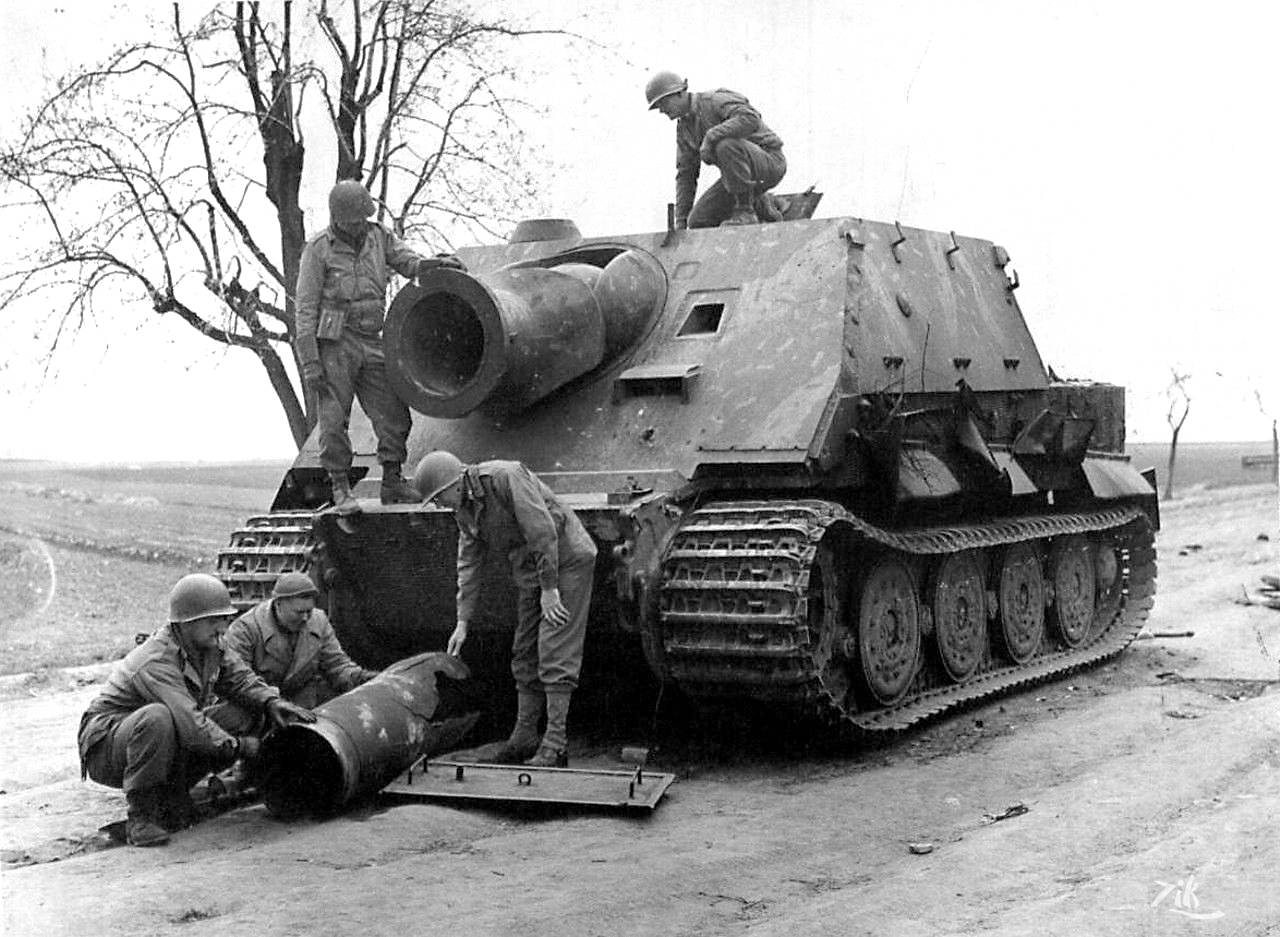
放棄されたシュトルムティーガー。爆発により内筒が前へ飛び出している。

シュトルムティーガーの最初の役割は、重歩兵支援車輌として、要塞化・重防御構築物を攻撃することであった。しかし、最初のシュトルムティーガーが運用できるようになった時には、すでに戦局が悪化しており、ドイツ国防軍も攻撃より防御用の武器として使用した。
シュトルムティーガーを運用するために、第1000・1001・1002シュトルムティーガー中隊（PzStuMrKp = Panzer Sturmmörser Kompanien）の3つの新しい中隊が編成された。これら中隊は、当初14輌を配備する予定であったが、後に各4輌となり、さらに2個小隊ずつに分けられた。
第1000突撃臼砲中隊は、ワルシャワ蜂起の最中、1944年8月13日に2輌で編成され、プロトタイプがこれらとは別行動をとっている。これが、シュトルムティーガーの最初の実戦投入と考えられている。1944年12月トリール地区に配備、1945年1月の初めアルザス国境で3輌が行動不能となり、1輌のみで戦った。
続いて、第1001・1002シュトルムティーガー中隊が9月と10月に編成された。第1000と1001の2個中隊はアルデンヌ攻勢（バルジの戦い）の間、突破用部隊として選定された。
この攻勢の後、シュトルムティーガー中隊は、西部戦線だけでなく、ドイツ本土の防御にも使用された。

## 現存車両
- 車台番号 250174、ムンスター戦車博物館
元はアメリカ陸軍兵器博物館の収蔵品で、現在はコブレンツ国防技術博物館から同博物館に貸し出されている。以前はジンスハイム自動車・技術博物館で展示されていた。
- 車台番号 20554、クビンカ戦車博物館
1945年4月にエルベ地区で赤軍が鹵獲した車両と伝えられている。

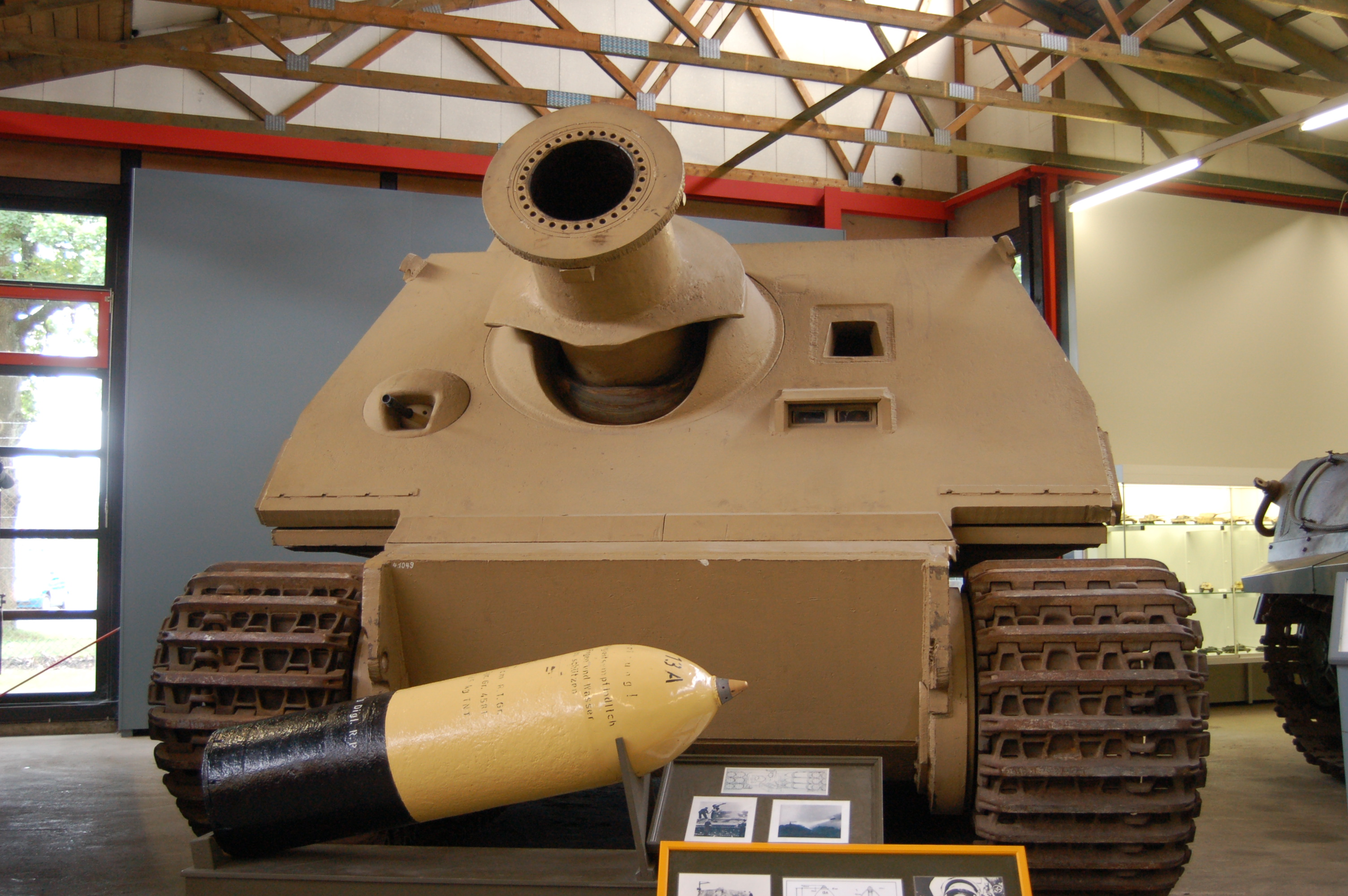
ムンスター戦車博物館の展示車両。手前に置かれているのは38cmロケット砲弾。
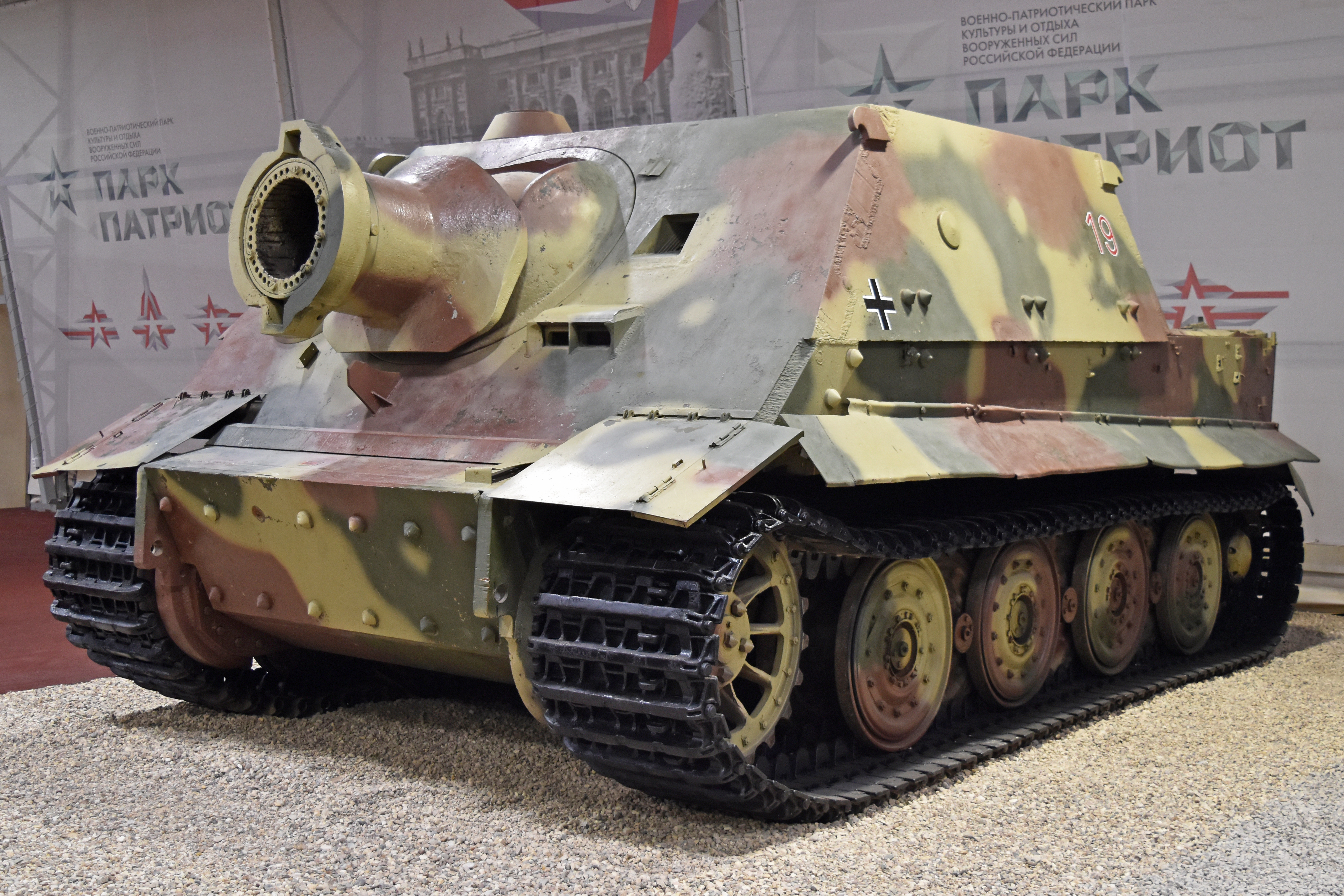
クビンカ戦車博物館の展示車両。